# Президентские выборы в США (1816)
Президентские выборы в США 1816 года проводились после окончания Наполеоновских войн. Оппозиционная Федералистская партия находилась на грани коллапса, поэтому представитель Демократическо-республиканской партии государственный секретарь Джеймс Монро рассматривался многими как логичный кандидат после двух сроков президента Мэдисона. Он победил на выборах с большим перевесом.

## Выборы

### Подсчет голосов
На 12 февраля 1817 года Палата представителей и Сенат провели совместную сессию подсчета голосов избирателей для выборов президента и вице-президента. Подсчет голосов шёл без инцидентов до тех пор, пока не начался подсчёт голосов избирателей от Индианы. Тогда представитель Джон У. Тейлор из Нью-Йорка возразил против подсчёта голосов Индианы. Он утверждал, что Конгресс признал государственность Индианы в совместной резолюции от 11 декабря 1816 года, в то время как бюллетени выборщиков были брошены 4 декабря того же года. Он утверждал, что во время голосования, это была территория Индианы, но не штат. Другие представители, в противовес мнению Тейлора, утверждали, что совместная резолюция просто признала, что Индиана уже вступила в Союз в соответствии с государственной Конституцией и указом правительства от 29 июня 1816 года. Эти представители отметили, что в обеих палатах и Сенате присутствуют члены из Индианы, а они были избраны до совместной резолюции, иначе их присутствие там было бы неконституционным. Представитель Д. Сэмюэл сообщил, что вопрос будет отложен на неопределенный срок. Палата представителей положительно решила вопрос в пользу Индианы почти единогласно, и Сенат вернул выборщиков от штата Индиана в подсчёт голосов.

### Результаты
| Кандидат                                | Партия                                | Кол-во голосов | Кол-во голосов | Выборщики |
| Кандидат                                | Партия                                | Количество     | %              | Выборщики |
| --------------------------------------- | ------------------------------------- | -------------- | -------------- | --------- |
| Джеймс Монро                            | Демократическо-республиканская партия | 76 752         | 68,68%         | 183       |
| Руфус Кинг                              | Федералистская партия                 | —              | —              | 34        |
| Выборщики, не связанные обязательствами | Демократическо-республиканская партия | 17 597         | 15,74%         | —         |
| Выборщики, не связанные обязательствами | Федералистская партия                 | 17 300         | 15,48%         | —         |
| Всего                                   | Всего                                 | 111 748        | 100%           | 217       |